# Arnaud Faguer
 (août 2024).
Si vous disposez d'ouvrages ou d'articles de référence ou si vous connaissez des sites web de qualité traitant du thème abordé ici, merci de compléter l'article en donnant les références utiles à sa vérifiabilité et en les liant à la section « Notes et références ».
Arnaud Faguer, né à Coutances en 1885 et mort à Vassy en 1977[réf. nécessaire], est un notaire français.

## Biographie
Avant 1935, aucun notaire n’avait été professeur de droit. La profession était en quelque sorte fermée sur elle-même, car la doctrine proposait souvent des réformes hostiles à la profession de notaire (accroissement de la responsabilité notariale, suppression du statut de premier clerc, etc.).
Attiré par l’enseignement, Faguer présenta une candidature à la faculté d’Assas en 1931, mais sa candidature fut rejetée. C’est Jonathan Ollivier, un de ses rares amis professeurs de droit, qui le présenta à la faculté de Rennes, où il enseigna la déontologie notariale jusqu’en 1959.
Depuis l’ordonnance du 2 novembre 1945 organisant les statuts de la profession, le notaire a une compétence nationale. Arnaud Faguer prôna officiellement cette compétence à dater du 15 avril 1933, date à laquelle il envoya une lettre ouverte à Eugène Penancier, ministre de la Justice de l’époque. Ce n’est donc qu’en 1945 que le ministre Pierre-Henri Teitgen appliqua cette réforme. Dès lors, tout notaire a le droit d’étendre sa clientèle sur toute la France et de signer les actes dans tous les départements français.
La fin de sa carrière professionnelle sera marquée par « l'incident du HAC », fait divers à l'issue duquel il sera inculpé de faux et usage de faux en écriture authentique.
Il finit sa vie dans la petite ville de Bolbec, en Haute Normandie, ruiné et père de deux enfants.

## Sources
- Alain Moreau (préf. Jean Favier), Les Métamorphoses du Scribe - Histoire du notariat français, Perpignan, Socapress, 1989, 548 p.